# Thomas Kullmann
Thomas Kullmann (* 25. Oktober 1960 in Freiburg im Breisgau) ist ein deutscher Anglist.

## Leben
Nach dem Abitur am Berthold-Gymnasium Freiburg 1979 nahm Kullmann das Studium der Anglistik, der Klassischen Philologie (Griechisch) und der Romanistik (Französisch) an der Universität Freiburg, der Universität Heidelberg und am Trinity College Dublin auf. Im Jahre 1985 erwarb er das Erste Staatsexamen in den Fächern Englisch und Griechisch an der Uni Heidelberg und legte dort 1986 eine Erweiterungsprüfung im Fach Französisch ab. Kullmann promovierte 1987 im Fach Anglistik (Literaturwissenschaft) mit einer Arbeit über Abschied, Reise und Wiedersehen bei Shakespeare: Zu Gestaltung und Funktion epischer und romanhafter Motive im Drama.
Von 1987 bis 1996 war er als Wissenschaftlicher Angestellter und Wissenschaftlicher Assistent am Anglistischen Seminar der Universität Heidelberg tätig. 1991 habilitierte Kuhlmann sich an der Neuphilologischen Fakultät der Universität Heidelberg mit einer Arbeit über Vermenschlichte Natur: Zur Bedeutung von Landschaft und Wetter im englischen Roman von Ann Radcliffe bis Thomas Hardy und erwarb die Lehrbefugnis als Privatdozent für das Fach Englische Philologie: Literaturwissenschaft.
Von 1995 bis 1996 übernahm er die Vertretung einer Professur für Englische Literaturwissenschaft an der Rheinisch-Westfälischen Technischen Hochschule in Aachen. Anschließend war er von 1996 bis 2002 Professor für Englische Philologie (Neuere englische Literatur) an der Universität Göttingen.
Seit 2002 ist Kullmann als Professur für Anglistik im Bereich Literaturwissenschaft an der Universität Osnabrück tätig. Neben verschiedenen Monographien und von ihm herausgegebenen Werken hat Kullmann eine Vielzahl wissenschaftlicher Aufsätze zu unterschiedlichen anglistischen Forschungsfeldern veröffentlicht.

## Werke (Auswahl)

### Monographien
- Abschied, Reise und Wiedersehen bei Shakespeare. Zu Gestaltung und Funktion epischer und romanhafter Motive im Drama (= Buchreihe der Anglia. Band 29). Niemeyer, Tübingen 1989, ISBN 3-484-42129-0 (zugleich Dissertation, Heidelberg 1987).
- Vermenschlichte Natur. Zur Bedeutung von Landschaft und Wetter im englischen Roman von Ann Radcliffe bis Thomas Hardy (= Buchreihe der Anglia. Band 33). Niemeyer, Tübingen 1995, ISBN 3-484-42022-7 (zugleich Habilitationsschrift, Heidelberg 1991).
- William Shakespeare. Eine Einführung (= Grundlagen der Anglistik und Amerikanistik. Band 26). Schmidt, Berlin 2005, ISBN 3-503-07934-3.
- Englische Kinder- und Jugendliteratur. Eine Einführung (= Grundlagen der Anglistik und Amerikanistik. Band 31). Schmidt, Berlin 2008, ISBN 3-503-09842-9.

### Herausgegebene Bücher
- (mit Dieter Schulz): Erziehungsideale in englischsprachigen Literaturen. Heidelberger Symposion zum 70. Geburtstag von Kurt Otten. Lang, Frankfurt a M. 1997.

- (mit Christiane Bimberg): Children’s Books and Child Readers. Constructions of Childhood in English Juvenile Fiction. Shaker, Aachen 2006.

- Violence in English Children’s and Young Adults’ Fiction. Shaker, Aachen 2010.

- Reading Nevernight: Records of a Co-operative Online Seminar on Jay Kristoff’s Fantasy Novel. Shaker, Düren 2020.